# Rean no Tsubasa
 Rean no Tsubasa  (リーンの翼, alias The Wings of Rean) est une série de Light novel des années 1980, également adaptée en une série anime dans les années 2000.

## Light novel
La série de type light novel est écrite par Yoshiyuki Tomino, et est publiée au Japon de 1983 à 1986 par Kadokawa Shoten. L'histoire est une version alternative de celle de la série anime Aura Battler Dunbine du même auteur.

## Série anime
La série anime ONA, réalisée par l'auteur Yoshiyuki Tomino lui-même pour le studio Sunrise, comporte six épisodes de 30 minutes chacun, diffusés sur internet par Bandai Channel entre décembre 2005 et août 2006. Ils sont édités au Japon en six DVD en 2006, puis en 2007 aux États-Unis sous le titre The Wings of Rean en trois DVD de deux épisodes chacun.

### Musique
- My Fate, générique de fin interprété par Anna Tsuchiya

### Liste des épisodes
1. Manekazaru mono (招かれざるもの?) (2005-12-16)
2. Hōjō no Ō (ホウジョウの王?) (2006-04-21)
3. Chijōbito no Ōra Chikara (地上人のオーラ力?) (2006-05-19)
4. Ō no Kankei (王の奸計?) (2006-06-16)
5. Tōkyōwan (東京湾?) (2006-07-21)
6. Ōka Arashi (桜花嵐?) (2006-08-18)

### Distribution
- Jun Fukuyama : Asap Suzuki
- Yu Shimamura : Luxe Houjou
- Hiroshi Tsuchida : Yahan Rouri
- Shingo Tanabe : Heiji Kanamoto
- Yutaka Nakano (en) : Amalgan Ludol
- Akeno Watanabe : Kiki
- Hiroshi Shirokuma : Oiji (ep 3)
- Jun Karasawa : Toshiko
- Junko Minagawa : Hebe (ep 3)
- Katsuyuki Konishi : Kairaku
- Kazuhiko Kishino : Garun (ep 3)
- Kazuki Taketani : Tanaka
- Kei Kobayashi (en) : Kuroto (ep 3)
- Keiji Hirai : Kasumi
- Kenji Nomura : Dregan
- Marika Hayashi : Codorre Sakomizu
- Mayumi Asano : Murassa
- Mitsuaki Hoshino : Migaru (ep 3)
- Reiko Kiuchi : Flussul (ep 3)
- Rikiya Koyama : Shinjiro Sakomizu
- Sayori Ishizuka : Sere
- Shinichiro Miki : Kotto-shirei
- Tōru Ōkawa : Alex
- Yū Shimaka : Macabel (ep 3)
- Yui Horie : Erebosu
- Yutaka Shimaka : Macabel (ep 3)